# طوبين زبابي صيني
الطوبين الزبابي الصيني (الاسم العلمي: Uropsilus soricipes)، هو نوع من الثدييات يتبع فصيلة الطوبينيات. يتواجد في الصين.